# Справжні цінності
«Справжні цінності» (англ. One True Thing) — художній фільм режисера Карла Франкліна, прем'єра якого в США відбулася 18 вересня 1998 року. Екранізація одноіменного роману Анни Куіндлен .

## Сюжет
Еллен Гулден - молода журналістка нью-йоркського періодичного видання. Вона доволі амбіційна, а головним її кумиром є рідний батько Джордж. Той викладає в університеті та пишається своїм романом. Саме до нього на день народження Еллен поспішає зі своєю подругою Джулс. В цей день родина Гулден за звичаєм влаштовує костюмовану вечірку-сюрприз. Коли вечір добігає кінця, то Еллен дізнається, що мати збирається до лікаря. А вже наступного дня, коли з лікарні повертається лише Джордж, їй відкривається страшна таємниця - у Кейт діагностували онкологічне захворювання. Наступним кроком в боротьбі з хворобою має стати операція. Однак Джордж цілком спокійний та запевняє дочку, що її матері нічого не загрожує. В той же час він просить Еллен залишитися, щоб вона доглядала за Кейт. Її брат Брайан навчається, а сам Джордж має заробляти гроші, тому лишається тільки вона. 
Еллен з обуренням зустрічає подібне прохання батька, оскільки саме зараз вона працює над важливим матеріалом і її карьера залежить від цієї статті. Проте вона погоджується, хоча пізніше дізнається, що Кейт нічого не знала про наміри Джорджа використати доньку в якості доглядальниці.
Спочатку Еллен намагається поєднувати догляд за матір'ю та свою роботу. Але пізніше починає отримувати доручення ще й від батька, які раніше виконувала Кейт. При цьому він сам фактично тільки ночує вдома, що змушує Еллен повірити у можливий роман на стороні.
Тим часом самопочуття Кейт тільки погіршується, а біль стає настільки нестерпним, що вся родина готується до найгіршого...

## В ролях
| Актор             | Роль              |
| ----------------- | ----------------- |
| Меріл Стріп       | Кейт Гулден       |
| Рене Зеллвегер    | Еллен Гулден      |
| Вільям Герт       | Джордж Гулден     |
| Том Еверетт Скотт | Брайан Гулден     |
| Лорен Гелен Грем  | Джулс             |
| Ніккі Кетт        | Джордан Белцер    |
| Джеймс Екгаус     | окружний прокурор |

## Нагороди та номінації
| Церемонія                        | Категорія                   | Номінант    |
| -------------------------------- | --------------------------- | ----------- |
| «Оскар»                          | «Краща жіноча роль»         | Меріл Стріп |
| «Золотий глобус»                 | «Краща жіноча роль — драма» | Меріл Стріп |
| «Премія Гільдії кіноакторів США» | «Краща жіноча роль»         | Меріл Стріп |
| Премія «Супутник»                | «Краща жіноча роль — драма» | Меріл Стріп |